# Église Sainte-Ursule de Clairfontaine
Pour les articles homonymes, voir Église Sainte-Ursule.
L'église Sainte-Ursule de Clairfontaine est une église située à Clairfontaine, en France. Elle est consacrée à sainte Ursule.

## Description

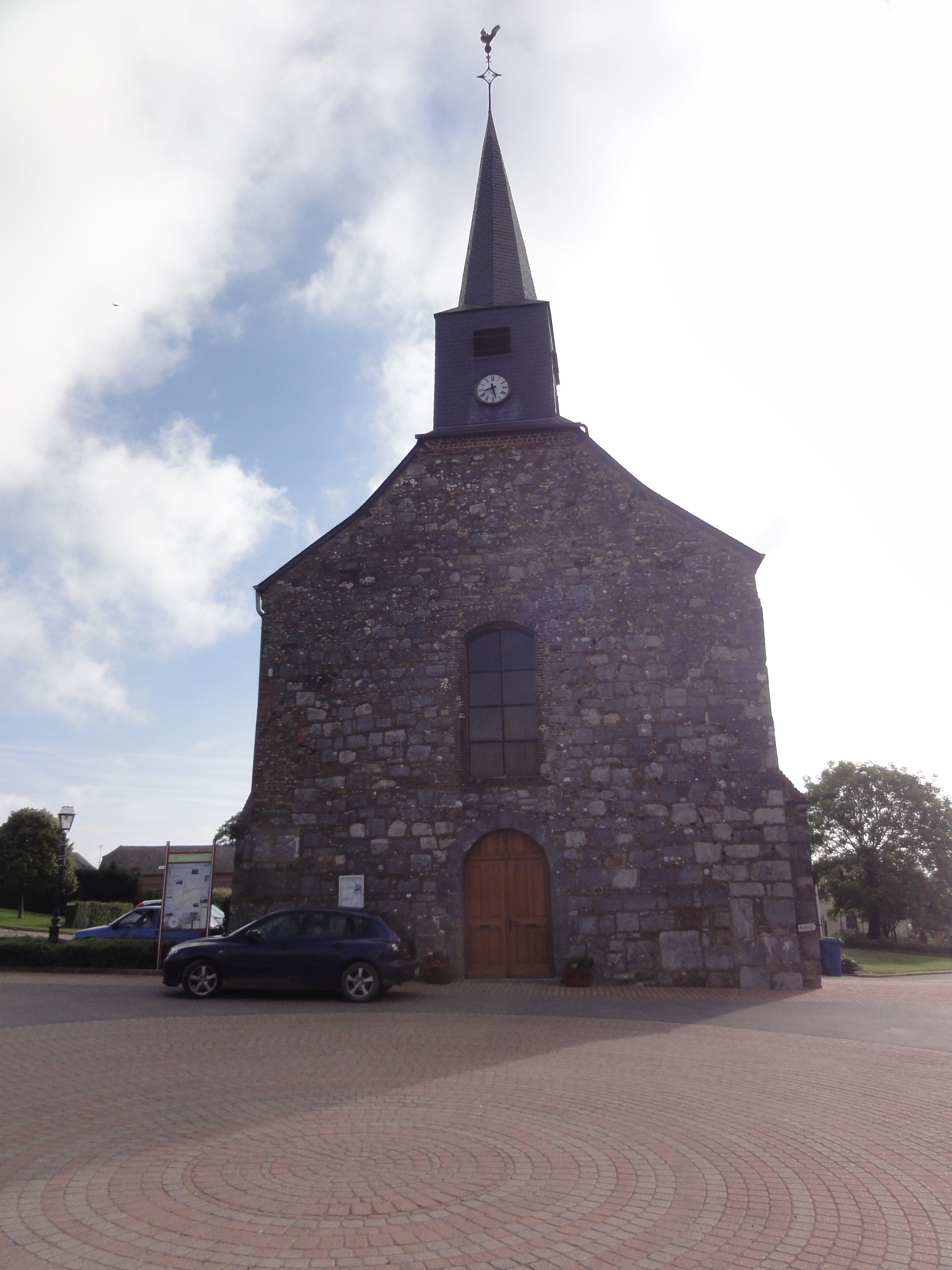
Façade ouest
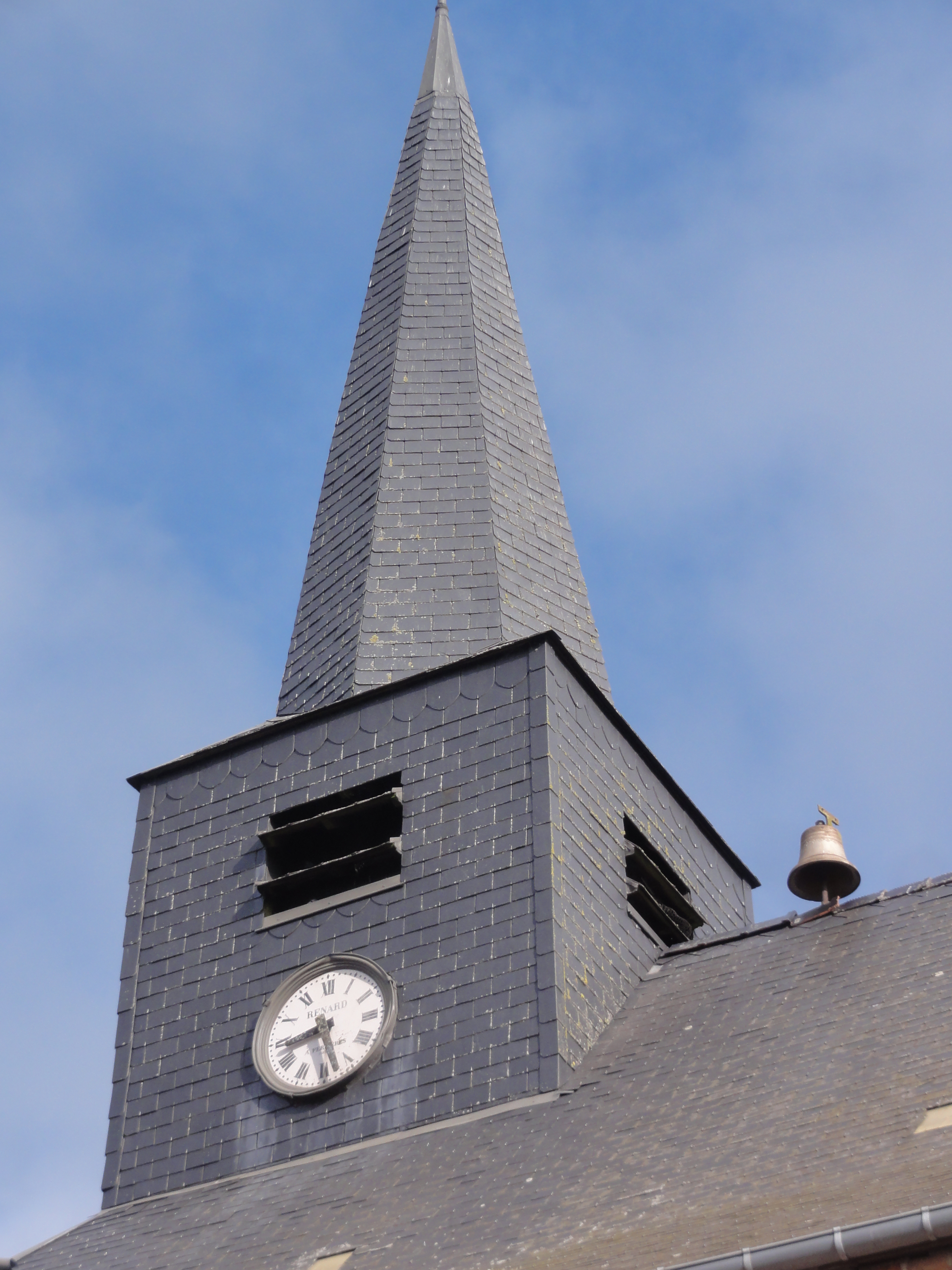
Flèche

## Localisation
L'église est située sur la commune de Clairfontaine, dans le département de l'Aisne.